# Gao (krets)
Gao Cercle är en krets i Mali.   Den ligger i regionen Gao, i den östra delen av landet, 1 000 km öster om huvudstaden Bamako. Antalet invånare är 239 853. Arean är 31 250 kvadratkilometer.
Terrängen i Gao Cercle är platt.